# Сами Ел Анаби
Сами Ел Анаби (на арабски: سامي العنابي) е марокански футболист, който играе на поста централен защитник. Състезател на Уидад Казабланка.

## Кариера

### Черно море
На 5 август 2021 г. Ел Анаби подписва с варненския Черно море. Дебютира на 18 септември при равенството 1:1 като домакин на Локомотив (София).

### Спартак Варна
На 12 юни 2022 г. Сами е обявен за ново попълнение на градския съперник на бившия си отбор - Спартак (Варна). Прави дебюта си на 11 юли при загубата с 0:1 като домакин на Славия.